# مازن سعادة
مازن سعادة (1959 - 10 مايو 2024) هو كاتب وناشط سياسي وروائي وفنان فلسطيني.

## حياته
ولد مازن في عمان، الأردن عام 1959، بدأ مازن مسيرته الأدبية في سن مبكرة، حيث أبدى اهتمامًا كبيرًا بالقراءة والكتابة. درس الأدب العربي في جامعة بيرزيت، وبعد تخرجه، عمل كمعلم للغة العربية.

## أعماله وأسلوبه
تتميز أعماله بطابعها الواقعي الذي يعكس حياة الفلسطينيين تحت الاحتلال والنكبة المستمرة. وكانت قضايا الهوية والعودة والعدالة محورية في رواياته. من أبرز أعماله "ظل الوطن" و"طريق العودة"، وهما روايتان تناولتا قصة اللجوء والأمل بالعودة من خلال شخصيات وأحداث تعبر عن الواقع الفلسطيني المرير. وله سلسلة من الروايات منها: "السنديانة"، و"رائحة النوم"، و"أطوار الغواية"، ورواية أخرى غير مطبوعة، وفق ما أكدت عائلته، علاوة على عديد المسرحيات، والكثير من المقالات والكتابات النقدية.
إلى جانب عمله كروائي، كان مازن ناشطًا في الحياة الثقافية والأدبية في فلسطين. شارك في العديد من الندوات والملتقيات الأدبية، وكان له دور بارز في تطوير الحركة الأدبية الفلسطينية.

## وفاته
في السنوات الأخيرة من حياته، عانى مازن من مشاكل صحية، لكنه استمر في الكتابة حتى آخر أيامه. توفي في 10 مايو 2024، تاركًا خلفه إرثًا أدبيًا غنيًا وشخصية لا تُنسى في تاريخ الأدب الفلسطيني. عُرف بحبه الكبير لوطنه وإيمانه العميق بحقوق شعبه، وقد عبر عن ذلك من خلال كتاباته ونشاطاته الثقافية.